# Strutter
(Il primo verso)
Strutter è un brano del gruppo hard rock statunitense Kiss, pubblicato per la prima volta nel febbraio del 1974 all'interno del loro omonimo album.

## Il brano
Strutter è stata composta da Gene Simmons e da Paul Stanley. Nel testo, scritto da Stanley si possono notare alcune influenze di Bob Dylan. Il brano fu inizialmente pubblicato all'interno dell'album di esordio del gruppo, ed in seguito come singolo nell'agosto del 1974, insieme alla canzone 100,000 Years, presente come Lato B.
Nonostante il singolo non fosse riuscito ad entrare in classifica, il brano divenne subito uno dei più popolari dei Kiss, tanto da essere proposto in molti concerti e da essere incluso nella maggior parte delle raccolte della band. Nel 1978 i Kiss registrarono una nuova versione della canzone intitolata Strutter '78 facente parte della compilation Double Platinum, ed in seguito pubblicata come singolo assieme al brano Shock Me (presente come lato B). Nel 1989 il brano è stato inoltre ripubblicato come lato B del singolo (You Make Me) Rock Hard.
Il brano è stato recentemente utilizzato come colonna sonora di alcuni videogiochi, tra cui Grand Theft Auto: San Andreas e Guitar Hero II.

## Cover
- Il gruppo The Donnas' ha cantato una versione del pezzo nella commedia Detroit Rock City.
- Una cover del brano è utilizzata in Guitar Hero II.
- Il gruppo metal Wicked Starrr propone un rifacimento del pezzo in Kissed By Kiss (CD che comprende 22 cover di brani dei Kiss suonate da band italiane), allegato al libro omonimo (Celtic Moon Edizioni, 2014), enciclopedia kissiana dedicata alle collaborazioni che i singoli membri dei Kiss hanno effettuato con altri artisti.

## Tracce
- Lato A: Strutter
- Lato B: 100,000 Years

## Formazione
- Gene Simmons: basso, voce
- Paul Stanley: chitarra ritmica, voce
- Peter Criss: batteria
- Ace Frehley: chitarra solista